# Raphael Sampaio
Raphael Sampaio foi um futebolista brasileiro que atuou pelo Botafogo Football Club no início do século XX. Chegou a ser convocado para a Seleção do Brasil em 1908, antes da oficialização da mesma.